# Kastell Hainstadt
Kastell Hainstadt war ein römisches Kastell im Bereich der Mainlinie des Obergermanisch-Raetischen Limes. Es befindet sich südöstlich des Ortskerns von Hainburg-Hainstadt im Landkreis Offenbach in Hessen. Das Kastell scheint funktional Vorgänger der späteren Kohortenkastelle Großkrotzenburg oder Seligenstadt gewesen zu sein, denn es war wahrscheinlich nicht länger als 20 bis 30 Jahre belegt.
Das Kastellareal wurde Ende der 1960er Jahre komplett überbaut. Von dem Kastell ist vor Ort nichts sichtbar.

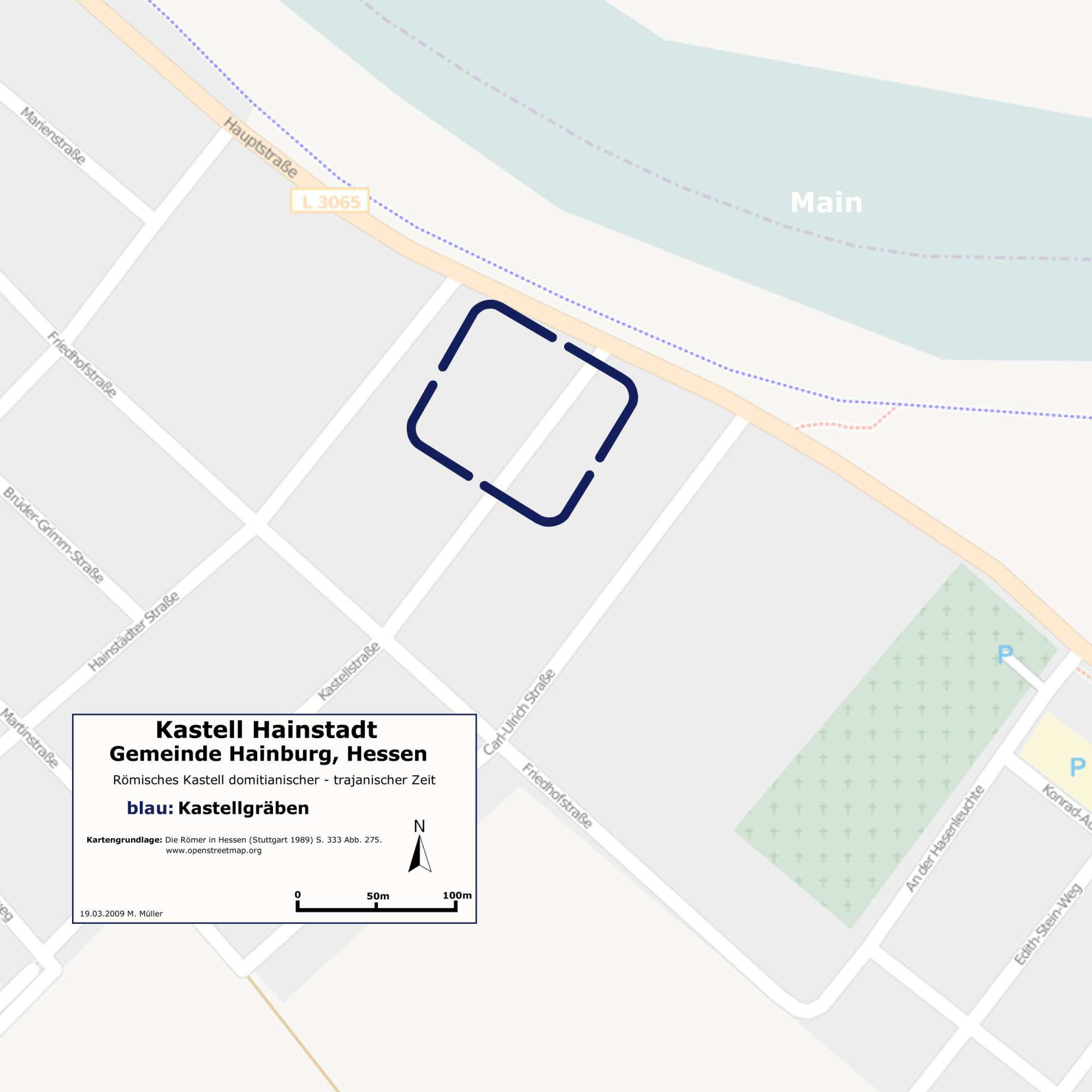
Kastell Hainstadt im heutigen Stadtplan.

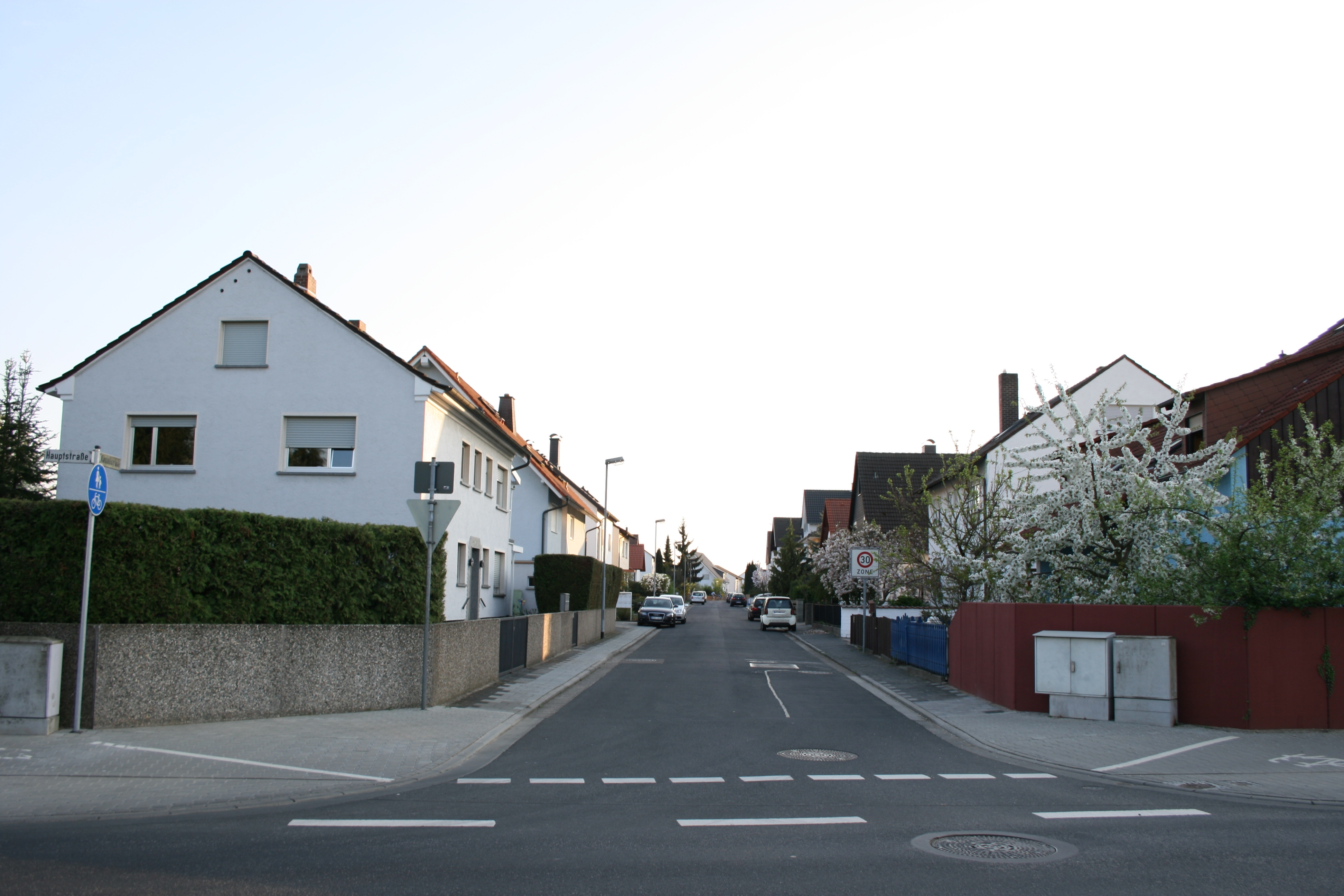
Situation 2009. Blick in die heutige Kastellstraße, vom Kastell ist oberirdisch nichts mehr sichtbar.

## Lage
Das Kastell befand sich im Bereich der heutigen Hauptstraße (L 3065) und der Kastellstraße. Ein Teil des nördlichen Kastellgrabens wird von der Hauptstraße überdeckt, auf der gegenüberliegenden Seite befindet sich bereits der Prallhang des Mains. Zu den benachbarten Kastellen von Großkrotzenburg und Seligenstadt liegt Kastell Hainburg 2200 beziehungsweise knapp 4000 Meter entfernt.

## Erforschung
Als das Kastell 1967 bei Erschließungsmaßnahmen zu einem neuen Wohngebiet entdeckt wurde, war der an die Hauptstraße stoßende Teil bereits überbaut. Funde von neun römischen Ziegeln mit Militärstempel ließen Dietwulf Baatz bereits 1965 zu dem Schluss kommen, dass hier ein Kastell zu vermuten sei. Es folgten Grabungen 1968 und 1969, in deren Verlauf die noch vorhandenen Befunde zu einem schlüssigen Gesamtbild der Kastellanlage zusammengefügt wurden. Dies gelang mittels zahlreicher Schnitte in noch nicht überbauten Bereichen oder baubegleitend.

## Anlage
Vom Kastell konnte größtenteils nur der Graben nachgewiesen werden, ein einfacher umlaufender Spitzgraben, der dem Befund nach auch nur eine einzige Bauphase beinhaltet. Der Graben war noch mit Breiten zwischen drei und vier Metern erhalten. Aus dem Nachweis des Grabens und vier Torunterbrechungen ergibt sich eine Fläche von 111,75 mal 97,5 Meter. Der Graben ist zwar instand gehalten, aber niemals neu ausgehoben worden. Daraus spricht eine längere Belegungszeit als bei einem Marschlager, wahrscheinlich aber nicht länger als 30 Jahre.
Von der Kastellumwehrung und der Innenbebauung wurde nichts nachgewiesen, vermutlich waren diese Schichten bereits in früherer Zeit Erosionserscheinungen in Flussnähe zum Opfer gefallen. Ebenso wird ein Badegebäude in der Nähe zum Main vermutet, das aber nicht nachgewiesen werden konnte. Mehrere kleinere Gruben und ein hohes Fundaufkommen belegen, dass eine Umwehrung und Gebäude im Inneren existiert haben müssen. Das Kastell wird vermutlich in Holz-Erde-Bauweise errichtet worden sein, die Gebäude aus Holz. Die zahlreichen gefundenen Ziegel sind wohl eher nicht als Gebäudedächer anzusprechen, sondern als Reste von Herdstellen oder Kanalabdeckungen, sie könnten auch vom Badegebäude verschleppt sein.
In späterer Zeit nach Abzug der Truppe bestand im Inneren das Gebäude einer Zivilsiedlung, vermutlich eine kleine Villa rustica. Ähnliche Befunde gibt es am Odenwaldlimes, etwa von den Kastellen Seckmauern und Hesselbach. Wie lange die Siedlung bestand, und ob sie beim Zeitpunkt des Limesfalls schon verlassen war, konnte aus den wenigen Funden nicht erschlossen werden.

## Datierung
Kastell Hainstadt gehört wahrscheinlich in die gleiche Zeit wie das Kastell Hanau-Salisberg oder das kleinere Holz-Erde-Kastell Stockstadt. Salisberg gehört zu einer früheren Limeslinie von Nidderau-Heldenbergen über Mittelbuchen zum Main bei Hanau, wie durch Neufunde zweier römischer Kastelle bei Hanau-Mittelbuchen nachgewiesen werden konnte. Die dortige Truppe wurde mit der Fertigstellung der Kohortenkastelle in Rückingen und Großkrotzenburg abgezogen. Ein analoger Vorgang dürfte südlich des Mains für Hainstadt und Seligenstadt vorliegen. Demnach entsprächen Salisberg, Hainstadt und Stockstadt einer Limeslinie der domitianisch-trajanischen Zeit, die gegen Ende der Regierungszeit Kaiser Trajans um 110 n. Chr. durch eine Linie Rückingen-Großkrotzenburg-Seligenstadt (die alle eine annähernd ähnliche Anfangsdatierung aufweisen), ersetzt wurde.

## Funde
Die Funde der Grabungen 1967 bis 1969 sowie davor gemachte Lesefunde unterstützen diesen Ansatz. Dazu zählt unter anderem das Vorhandensein Südgallischer Terra Sigillata, die Grobkeramik sowie die vorwiegend frühen Ziegelfunde der Legio XXII Primigenia und der coh. I civium Romanorum. Besonders auffällig ist das Vorkommen identischer Ziegelstempel beider Einheiten in Hainstadt und dem Kastellbad Salisberg.
Funde handgemachter germanischer Ware deuten auf eine weitere Besiedlung durch Alamannen im 4. Jahrhundert n. Chr. Bereits im 5. Jahrhundert brechen die Funde jedoch ab. Es bestand also keine Kontinuität zum weiter nordwestlich gelegenen Siedlungskern von Hainstadt, das aus einer fränkischen Gründung hervorgegangen ist.

## Denkmalschutz
Das Kastell Hainstadt ist ein Bodendenkmal nach dem Hessischen Denkmalschutzgesetz. Nachforschungen und gezieltes Sammeln von Funden sind genehmigungspflichtig, Zufallsfunde an die Denkmalbehörden zu melden.